# Теракт в Ташкенте 16 февраля 1999 года
Террористический акт в Ташкенте произошёл утром 16 февраля 1999 года. Всего взорвалось 6 взрывных устройств в разных частях города за небольшой промежуток времени. Целью атак явились ключевые правительственные объекты, в том числе и здание кабинета министров Республики Узбекистан на площади Независимости (Мустакиллик майдони), где террористы взорвали автомобиль, начинённый взрывчаткой, около одной из V-образных опор здания, с целью обрушения его крыла. В это время в здании должно было начаться заседание кабинета министров, на котором планировалось присутствие президента страны — Ислама Каримова. Было убито 16 и ранено более ста жителей города.

## Хронология событий
Утром 16 февраля 1999 года, незадолго до начала заседания правительства Узбекистана, посвящённого итогам экономического развития республики за минувший год, перед зданием правительства произошла перестрелка между сотрудниками охраны президента и боевиками.
Вскоре после перестрелки произошла серия взрывов. Первый взрыв произошёл в 10:40 на улице Юсуфа Хос Хожиба возле здания МВД — взорвался начинённый взрывчаткой автомобиль ЗАЗ-968М. 
 
Второй взрыв прогремел в 10:55 на проспекте Шарафа Рашидова, в 20 метрах от станции метро «Площадь Мустакиллик» — взорвался начинённый взрывчаткой автомобиль ЗАЗ-968М.
 
Третий взрыв раздался в 10:58 возле угла здания Кабинета министров Узбекистана, когда был взорван начинённый взрывчаткой автомобиль ГАЗ-21.
 
Четвёртый взрыв произошел в 11:20 у торца здания Национального банка внешнеэкономической деятельности, был взорван автомобиль ЗАЗ-968М. В результате все стекла банка были выбиты взрывной волной.
 
Пятый взрыв произошёл  в 12:00 в гараже частного дома по улице Абдуллы Каххара возле еврейского агентства «Сохнут».
В тот же день вечером в своём выступлении по национальному телевидению президент страны Ислам Каримов заявил, что имела место попытка покушения на его жизнь и обвинил в теракте радикальных исламистов.
Министр внутренних дел Узбекистана Закир Алматов, выступая 17 февраля по национальному телевидению, заявил, что за взрывами 16 февраля стоит «Хизб ут-Тахрир», а непосредственным исполнителем взрывов была боевая часть «Хизб ут-Тахрир» — «Хизбуллах». Власти Узбекистана также возложили ответственность за происшествие на так называемое «Исламское движение Узбекистана» (ИДУ) и на международные террористические организации.
Правоохранительными органами в связи с терактом было арестовано множество людей. Основные обвиняемые — люди, находящиеся в эмиграции — были признаны виновными заочно по показаниям свидетелей. По информации спецслужб Узбекистана, проведённые и готовящиеся теракты явились следствием заговора, целью которого было свержение существующего конституционного строя страны и покушение на жизнь её президента.

## Критика официальной версии событий
По другой версии (исходящей от стороны, имеющей, по-видимому, некоторое отношение к самим лицам, обвиняемым в теракте), часть руководства Узбекистана знало о готовящемся теракте заранее, но не предотвратило его с тем, чтобы использовать его в своих целях. Также есть версия, что это была провокация со стороны Каримова и спецслужб.

## Отражение в литературе
- Политический детектив Олега Якубова «Волчья стая: кровавый след террора» (1999) посвящен теракту и содержит выдержки из документов официального следствия.
- Polat, Abdumannob; Nickolai Butkevich (March 1999), Unraveling the Mystery of the Tashkent Bombings: Theories and Implications (PDF), Turkistan ENewsletter, Дата обращения: 14 июня 2021
- Jonson, Lena. Vladimir Putin and Central Asia: the shaping of Russian foreign policy (англ.). — I.B.Tauris, 2004. — ISBN 978-1-85043-628-7.